# جائزة كندا الكبرى 2010
جائزة كندا الكبرى 2010 (بالإنجليزية: 2010 Canadian Grand Prix)‏ هو سباق فورمولا 1 أقيم بتاريخ 13 يونيو، 2010 في حلبة جيل فيلنوف، مونتريال، كندا. كان الثامن من أصل 19 في بطولة العالم لسباقات الفورمولا واحد موسم 2010. حلّ البريطاني لويس هاملتون أولا بينما جاء البريطاني جنسن باتون في المركز الثاني وحصل على المركز الثالث الإسباني فرناندو ألونسو.